# Zialo jezik
Zialo jezik (ISO 639-3: zil), jezik naroda Zialo iz Gvineje, kojeg je otkrio Kirill Babaev, član ruske lingvističke ekspedicije u zapadnu Afriku u siječnju i veljači 2010. godine. Govori ga oko 25 000 ljudi u provinciji Macenta u preko 50 sela.
Klasificira se nigersko-konngoanskoj porodici mande, užoj skupini mende-bandi, novoj podskupini mende-zialo.

## Vanjske poveznice
- Change request documentation for: 2010-038, Ethnologue (16th)
- Request for New Language Code Element in ISO 639-3
- Зиало  Arhivirana inačica izvorne stranice od 20. kolovoza 2011. (Wayback Machine)
- Zialo people  Arhivirana inačica izvorne stranice od 28. srpnja 2012. (Wayback Machine)